# Sisillius II
 Sisillius II  ou Seisyll (II) ap Cuhelyn est un roi légendaire de l’île de Bretagne (actuelle Grande-Bretagne), dont l’« histoire » est rapportée par Geoffroy de Monmouth dans son Historia regum Britanniae (vers 1135).

## Contexte
Geoffroy de Monmouth qui nomme ce roi  Sisillius fils de Guithelin, précise qu'il n'est âgé que de sept ans à la mort de son père et que sa mère Marcia exerce le gouvernement à sa place. Après sa mort  Sisillius prend la couronne mais rien n'est précisé sur son règne. Il a pour successeur son frère Kinarius [Cynfarch], puis un autre fils Danius [Dan]  Le Brut y Brenhinedd le nomme Seisyll ap Cuhelyn.

## Sources
- Geoffroy de Monmouth Histoire des rois de Bretagne, traduit et commenté par Laurence Mathey-Maille, Édition Les belles lettres, coll. « La roue à livres », Paris, 2004,  (ISBN 2-251-33917-5)
- (en) Peter Bartrum, A Welsh classical dictionary: people in history and legend up to about A.D. 1000, Aberystwyth, National Library of Wales, 1993 (ISBN 9780907158738), p. 666  SEISYLL (II) ap CUHELYN, fictitious king of Britain. (329-305 B.C.)